# Aeroporto di Zagabria-Franjo Tuđman
L'aeroporto di Zagabria-Franjo Tuđman (in croato: Zračna luka Franjo Tuđman Zagreb) è il più importante aeroporto civile della Croazia e sede anche di un reparto di aereo da caccia della Hrvatsko ratno zrakoplovstvo i protuzračna obrana, l'aeronautica militare croata.
Intitolato a Franjo Tuđman, primo presidente della Croazia, l'aeroporto si trova a Velika Gorica, a circa 10 km a sud-est della stazione centrale di Zagabria. Funge da hub alla compagnia aerea Croatia Airlines.